# Kostel svaté Markéty (Bílčice)
Kostel svaté Markéty v Bílčicích nachází se na pravém břehu Moravice, je farní kostel postavený v letech 1781–1782 a kulturní památka České republiky. Nachází se v nadmořské výšce 563 m.

## Historie
První písemná zmínka o Bílčicích pochází z roku 1410. Od roku 1538 šířil luteránské učení dvorecký farář Jan Teufer. V Bílčicích byla evangelická fara již v roce 1569. Od roku 1630 byly Bílčice násilně rekatolizovány, evangelická fara zanikla, katolická fara byla zřízena v roce 1784. Na místě staršího kostela byl v letech 1781–1782 postaven farní kostel.

## Popis
Jednolodní neorientovaná pozdně barokní stavba s elipsovitým půdorysem a půlkruhovým závěrem. Na severní straně se nachází čtyřboká sakristie. K západnímu průčelí se přimyká středová hranolová věž zakončená cibulovitou bání. Hlavní vstup do kostela je veden podvěžím. Kostel byl upravován v 19. století. V roce 2007 byl v havarijním stavu a byl zařazen na seznam nejohroženějších nemovitých památek. V letech 2008–2010 byla provedena obnova krovů a krytin nákladem 5 250 000 Kč a kostel byl ze seznamu vyňat.
Jednolodní interiér s lunetami je dělen dvěma pilastry na tři pole, zaklenut tzv. pruskými plackami. Strop je vyzdoben malbami z 19. století. K nejzajímavějším patří Poslední večeře Páně. Kruchta s varhanami nesena na širokém zděném pasu. Svatá Markéta je zobrazena na hlavním oltáři. Boční oltář je zasvěcen sv. Floriánovi.